# أسامة الغزالي حرب
الدكتور أسامة الغزالي حرب (12 أبريل 1947 ـ)، سياسي مصري، ورئيس مجلس أمناء حزب المصريين الأحرار بعد اندماج حزب الجبهة الديمقراطية معه والذي كان يشغل منصب رئيسه. كان عضوًا بأمانة السياسات بالحزب الوطني قبل أن يستقيل اعتراضا على سياسات الحزب وتباطؤ خطوات الإصلاح. وكان عضوًا بمجلس الشورى بالتعيين.

## التعليم
- بكالوريوس الاقتصاد والعلوم السياسية، عام 1969، جامعة القاهرة
- ماجستير العلوم السياسية، عام 1978، جامعة القاهرة
- دكتوراه في فلسفة العلوم السياسية، عام 1985، جامعة القاهرة

## مسيرته
بدأ الدكتور أسامة مشواره المهني كصحفي بجريدة الجمهورية ومجلة الكاتب. وهو يعد مرجعا في كافة الشئون السياسية بالعالم العربي كما أنه قد شارك خلال رحلة عمله في العديد من المؤتمرات والندوات الدولية المعنية بالشئون السياسية والتي عقدت في مصر والعالم العربي أو خارجه.

## مناصب
- رأس الغزالي حرب تحرير مجلة السياسة الدولية، وهو عضو مجلس شورى سابق ومستشار بمركز الأهرام للدراسات السياسية والاستراتيجية كما أنه أستاذ غير متفرغ للعلوم السياسية بجامعة قناة السويس وعدد من المؤسسات الأكاديمية الأخرى.
- في عام 1977 عين باحثا في مركز الدراسات السياسية و الاستراتيجية بمؤسسة الاهرام ، ثم رئيسا لوحدة النظم السياسية فيه . و في عام 1989 تولى منصب مديرالمركز.[5]
- في عام 1992 اختاره د.بطرس بطرس غالى لخلافته في رئاسة تحرير دورية "السياسة الدولية" وظل في هذا المنصب حتى يناير 2011
- تولى رئاسة الجمعية العربية للعلوم السياسية لبن عام 1990 و 1998 خلفا للدكتور على الدين هلال.
- عين لفترات مختلفة عضوا في المجلس القومى لحقوق الإنسان ، و المجلس القومى للمرأة ، و المجلس الأعلى للصحافة .
- بعد ثورة يناير 2011 عاد لكتابة مقالات اسبوعية بجريدة الأهرام ، ثم بدأ في إبريل 2012 كتابة عمود يومى تحت عنوان "كلمات حرة" .
- عين عضوا مستقلا بمجلس الشورى بين 1995 و 2010.[6]
- عين عضوا بالمجلس الأعلى للسياسات عام 1998 و استقال منه في عام 2006
- اسس في عام 2007 مع الفقيه الدستورى د. يحي الجمل حزب "الجبهة الديمقراطية" و تولى رئاسته عام 2008 وحصل الحزب في عام 2010 على عضوية "الليبرالية الدولية".
- بعد ثورة يناير اندمج حزب الجبهة الديمقراطية عم حزبالمصريين ، و راس د.اسامة مجلس إمناء الحزب.ثم استقالو اعتزل النشاط الحزبى.
- شارك في عشرات الندوات و المؤتمرات الدولية في أربعين دولة في العالم العربى وأوروبا والولايات المتحدة وإفريقيا.
- اعتقل مرتان بسبب نشاطه السياسى ،أولهما في عام 1972 بتهمة الانتماء للتنظيم القومى العربى الذى كان يراسه د. عصمت سيف الدولة ، وحكم عليه بالبراءة. وثانيهما في عام 1975 بتهمة الانتماء للحزب الشيوعى المصرى الذى كان يرأسه زكى مراد ، وحكم عليه بالبراءة
- أعلن في عام 1987 اقتناعه وتبنيه للفكر الليبرالى ،و أشترك مع الدكتور سعيد النجار ومجموعة من رموز الفكر الليبرالى في مصر
- تأليف جمعية "النداء الجديد" ، التى نشطت في التبشير يالليبراية في مصر بعد سقوط النظام الاشتراكى، وتبنى سياسة الانفتاح الاقتصادى.

## مؤلفاته
ألف أو شارك في تأليف عدد من الكتب منها:
- الاستراتيجية الإسرائيلية والمقاومة في الأرض المحتلة[7] - القاهرة: مركز الدراسات
- مستقبل الصراع العربي الإسرائيلي - بيروت: مركز دراسات الوحدة العربية
- الإرهاب والثورة في العالم الثالث - عمان: منتدى الفكر العربي، 1984
- الأحزاب السياسية في العالم الثالث، الكويت، سلسلة عالم المعرفة، 1987.[8]
- مصر تراجع نفسها[9] - القاهرة: دار نهضة مصر، 1999